# 가사이촌 (도쿄부)
가사이촌(葛西村)은 도쿄부 미나미카쓰시카군에 일찍이 존재했던 촌이다. 현재의 에도가와구 남부에 해당한다.

## 역사
- 1889년 5월 1일 - 정촌제 시행에 수반해 미나미카쓰시카군 가사이촌이 성립하였다.
- 1932년 10월 1일 - 미나미카쓰시카군 전역이 도쿄시에 편입해, 가사이촌의 구역은 에도가와구가 되었다.

## 교통
현재는 도쿄 메트로 도자이선 가사이역, 니시카사이역이 존재하지만 촌이 존재할 당시에는 개업하지 않았다.